# Cousances
Cousances – rzeka we Francji, przepływająca przez teren departamentu Moza, o długości 28,8 km. Stanowi dopływ rzeki Aire.